# Adikaratti
Adikaratti là một thị xã panchayat trong quận The Nilgiris trong bang Tamil Nadu của Ấn Độ.

## Cơ cấu dân số
Theo điều tra dân số Ấn Độ năm 2001, Adikarati có dân số 15.996 người. Nam giới chiếm 48% dân số, nữ giới chiếm 52% dân số. Adikarati có tỷ lệ biết chữ bình quân 72%, cao hơn mức trung bình 59,5% của toàn quốc; với 54% đàn ông và 46% phụ nữ biết chữ. 9% dân số có độ tuổi dưới 6.